# Калуговський
Калуговський (рос. Калуговский) — селище в Мосальському районі Калузької області Російської Федерації.
Населення становить 144 особи. Входить до складу муніципального утворення Присілок Довге.

## Історія
Від 2004 року входить до складу муніципального утворення Присілок Довге.

## Населення
| 2002 | 2010 |
| ---- | ---- |
| 218  | ↘144 |